# The World Games Series 2025
La seconda edizione delle The World Games Series è stata ospitata a Chengdu, in Cina, 29 al 30 marzo 2025, coinvolgendo 30 discipline e 128 atleti provenienti da 31 nazioni. L'evento è servito da qualificazione per i Giochi mondiali 2025

## I Giochi

### Nazioni partecipanti
- Atleti Individuali Neutrali
- Australia
- Belgio
- Cambogia
- Cina
- Taipei cinese
- Colombia
- Cuba
- Rep. Ceca
- Germania
- Egitto
- Francia
- Germania
- Regno Unito
- Hong Kong
- Ungheria
- Italia
- Giappone
- Corea del Sud
- Moldavia
- Birmania
- Paesi Bassi
- Nuova Zelanda
- Polonia
- Serbia
- Spagna
- Thailandia
- Turchia
- Ucraina
- Vietnam

### Discipline
Le The World Games Series 2025 hanno ospitato 4 sport, per un totale di 30 discipline:
- Bocce (dettagli)
- Immersione in apnea (dettagli)
- Nuoto per salvamento (dettagli)
- Nuoto pinnato (dettagli)

### Calendario
Il calendario è stato ufficialmente diffuso pochi giorni prima dagli organizzatori
| ● | Fase preliminare | 1 | Finali |

| Sport/Data           | Sport/Data           | Marzo  | Marzo  | Sport |
| Sport/Data           | Sport/Data           | 29 Sab | 30 Dom | Sport |
| -------------------- | -------------------- | ------ | ------ | ----- |
| Bocce                | Bocce                | ●      | 3      | 3     |
| Immersione in apnea  | Immersione in apnea  | 2      | 2      | 4     |
| Nuoto per salvamento | Nuoto per salvamento | 6      | 4      | 10    |
| Nuoto pinnato        | Nuoto pinnato        | 6      | 6      | 12    |
| Totale cumulativo    | Totale cumulativo    | 14     | 15     | 29    |

## Medagliere
| Posiz. | Nazione                     | Oro | Argento | Bronzo | Totale |
| ------ | --------------------------- | --- | ------- | ------ | ------ |
| 1      | Italia                      | 7   | 4       | 3      | 14     |
| -      | Atleti Individuali Neutrali | 5   | 4       | 1      | 11     |
| 2      | Ungheria                    | 5   | 1       | 2      | 8      |
| 3      | Polonia                     | 3   | 0       | 1      | 4      |
| 4      | Ucraina                     | 2   | 4       | 5      | 11     |
| 5      | Nuova Zelanda               | 2   | 3       | 1      | 6      |
| 6      | Madagascar                  | 2   | 0       | 0      | 2      |
| 7      | Germania                    | 1   | 2       | 3      | 6      |
| 8      | Taipei cinese               | 1   | 1       | 0      | 2      |
| 9      | Cambogia                    | 1   | 0       | 0      | 1      |
| 9      | Egitto                      | 1   | 0       | 0      | 1      |
| 11     | Spagna                      | 0   | 4       | 3      | 7      |
| 12     | Corea del Sud               | 0   | 3       | 1      | 4      |
| 13     | Thailandia                  | 0   | 1       | 1      | 2      |
| 14     | Vietnam                     | 0   | 1       | 0      | 1      |
| 15     | Cina                        | 0   | 0       | 2      | 2      |
| 15     | Giappone                    | 0   | 0       | 2      | 2      |
| 17     | Belgio                      | 0   | 0       | 1      | 1      |
| 17     | Cuba                        | 0   | 0       | 1      | 1      |
| 17     | Birmania                    | 0   | 0       | 1      | 1      |
| 17     | Serbia                      | 0   | 0       | 1      | 1      |
| Totale | Totale                      | 30  | 28      | 29     | 88     |